# Yé ké yé ké
Yé ké yé ké (anche noto come Yéké yéké) è un singolo del cantante guineano Mory Kanté, pubblicato nel 1987 come primo estratto dall'album in studio Akwaba Beach.
Con oltre un milione di copie vendute, si tratta del singolo di maggiore successo del cantante e di quello africano più venduto al mondo.

## Descrizione
Autore del brano è lo stesso Mory Kanté. Il disco, prodotto da Nick Patrick, rappresentò una hit in tutta Europa, raggiungendo il primo posto delle classifiche in Belgio e nei Paesi Bassi e il secondo in Germania e Svizzera. Si tratta del singolo di maggiore successo del cantante e del singolo africano più venduto al mondo con oltre un milione di copie.
Il brano partecipò inoltre al Festivalbar del 1988.

## Tracce

### 45 giri
1. Yé ké yé ké – 3:58
2. Akwaba Beach – 5:11

### 45 giri maxi (versione 1)
1. Yé ké yé ké (Remix) – 6:20
2. Akwaba Beach – 5:11
3. Yé ké yé ké – 3:58

### 45 giri maxi (versione 2)
1. Yé ké yé ké (Remix) – 6:20
2. Akwaba Beach – 5:11
3. Yé ké yé ké (Remix Live) – 7:17

### 45 giri maxi (versione 3)
1. Yé ké yé ké (The Afro Acid Remix)
2. Akwaba Beach – 5:11
3. Yé ké yé ké (The French Remix)

### CD singolo
1. Yé ké yé ké (Remix) – 6:20
2. Akwaba Beach – 5:11
3. Yé ké yé ké (Live) – 7:17

## Remix
Lo stesso Mory Kanté incise delle nuove versioni remixate del brano nel 1996 e nel 2011. Il brano è stato remixato anche in versione Eurodance nel 1995 dal duo tedesco Hardfloor.

## Classifiche
| Classifica (1988) | Posizione massima |
| ----------------- | ----------------- |
| Austria           | 10                |
| Belgio (Fiandre)  | 1                 |
| Francia           | 5                 |
| Germania          | 2                 |
| Paesi Bassi       | 1                 |
| Regno Unito       | 29                |
| Svezia            | 12                |
| Svizzera          | 2                 |